# Gerry Peñalosa
Gerry Peñalosa, właśc. Geronimo Peñalosa (ur. 7 sierpnia 1971 w San Carlos) – filipiński bokser, były zawodowy mistrz świata organizacji WBO w kategorii koguciej (do 118 funtów), były mistrz świata organizacji WBC w kategorii junior koguciej (do 115 funtów).

## Początki i tytuł mistrza świata WBC w kategorii junior koguciej
Zawodową karierę rozpoczął w 1989 roku. Pierwszym większym sukcesem było zwycięstwo w grudniu 1992 roku nad byłym mistrzem świata IBF w kategorii muszej, Rolando Boholem. W kwietniu 1995 roku pokonał innego byłego mistrza świata WBC w kategorii junior muszej, Rolando Pascua.
20 lutego 1997 roku zdobył mistrzostwo świata WBC w kategorii supermuszej, pokonując w Tokio niejednogłośnie na punkty Japończyka Hiroshi Kawashimę. Peñalosa zdołał trzy razy obronić tytuł, a następnie w sierpniu 1998 roku przegrał niejednogłośnie na punkty z Koreańczykiem In Joo Cho i stracił pas mistrzowski.

## Dalsza kariera
2 stycznia 2000 roku doszło do pojedynku rewanżowego między oboma pięściarzami. Znów lepszy okazał się Koreańczyk, a walka zakończyła się ponownie niejednogłośną decyzją sędziów.
Filipińczyk wygrał kolejne trzy walki (m.in. z przyszłym mistrzem organizacji WBO w kategorii koguciej, Ratanachai Sor Vorapinem, a także z byłym mistrzem WBA w kategorii junior muszej, Keiji Yamaguchi).
24 września 2001 roku dostał szansę odzyskania mistrzowskiego pasa WBC, przegrał jednak na punkty z Masamori Tokuyamą. 20 grudnia 2002 roku doszło do walki rewanżowej, którą Filipińczyk ponownie przegrał, tym razem niejednogłośną decyzją sędziów.
Po tej walce Peñalosa miał dwa lata przerwy w boksowaniu. Po powrocie w 2004 roku wygrał kilka pojedynków (m.in. z byłym mistrzem świata WBO w kategorii koguciej, Mauricio Martinezem).

## Tytuł mistrza świata WBO w kategorii koguciej
17 marca 2007 roku przegrał na punkty z Danielem Ponce de Leónem w walce o pas mistrzowski WBO w kategorii superkoguciej. Mimo tej porażki 11 sierpnia 2007 roku wystąpił w kolejnym, dziesiątym w karierze, pojedynku mistrzowskim, znokautował w siódmej rundzie Jhonnego Gonzáleza i zdobył tytuł mistrza świata WBO w kategorii koguciej. 6 kwietnia 2008 roku, w pierwszej obronie nowo zdobytego pasa mistrzowskiego, pokonał przez techniczny nokaut w ósmej rundzie byłego posiadacza tego tytułu, Ratanachaia Sor Vorapina.
W lutym 2009 roku wygrał na punkty z mało znanym bokserem Germanem Merazem (nie była to walka mistrzowska). Dwa miesiące później przegrał na punkty z Juanem Manuelem Lópezem. Stawką pojedynku był należący do Lópeza pas mistrzowski WBO w kategorii superkoguciej. Peñalosa nie wyszedł do walki po przerwie między dziewiątą i dziesiątą rundą.
Na ring powrócił 13 lutego 2010 roku, jednak przegrał niejednogłośnie na punkty z Erikiem Morelem. W rundzie szóstej po dwóch przypadkowych zderzeniach głowami doszło do rozcięć skóry nad oboma oczami Filipińczyka. Walka zakończyła się wynikiem 115–113 i 116–112 dla Morela oraz 115–113 dla Peñalosy. 10 października 2010 stoczył ostatni pojedynek w karierze, pokonując przez techniczny nokaut w czwartej rundzie Yodsaenkenga Kietmangmee. Po zakończeniu pojedynku Peñalosa ogłosił zakończenie kariery.